# 52271 Lecorbusier
52271 Lecorbusier este o planetă minoră (asteroid), cu un diametru de 4,863 km, din centura de asteroizi. A fost descoperită pe 8 septembrie 1988 la Thüringer Landessternwarte Tautenburg⁠(d) de Freimut Börngen și a fost numită după Le Corbusier. 
Obiectul prezintă o orbită caracterizată de o semiaxă mare de 2,587000153014 UAi, o excentricitate de 0,18, o înclinație de 13,2 ° în raport cu ecliptica.